# Григорян, Светлана Викторовна
Светлана Викторовна Григорян (арм. Սվետլանա Վիկտորի Գրիգորյան) (род. 8 марта 1950, Ереван) ― советский и армянский врач-кардиолог, доктор медицинских наук (1989), профессор (1989).

## Биография
Светлана Григорян родилась 8 марта 1950 года в Ереване, Армянская ССР, СССР.
В 1966 году поступила в Ереванский государственный медицинский институт, которое окончила в 1972 году, после которого начала работать в НИИ кардиологии.
В 1989 году Светлана Григорян защитила докторскую диссертацию, получив учёную степень доктора медицинских наук. В том же году была избрана профессором. С 1991 года ― заведующий кафедрой сердечных аритмий, с 1994 года ― профессор клинической кардиологии Национального института здоровья Армении.
В 2001 году Григорян стала учредителем и директор ООО «Интердиагностика» при Ереванском государственном медицинском университете. В настоящее время преподает профессором на кафедре кардиологии последипломного образования Ереванского государственного медицинского университета имени Мхитара Гераци.
Работы Светланы Григорян посвящены аритмии сердца, коммуникативным нарушениям, эффективности некоторых антиаритмических лекарственных средств, побочным эффектам, влиянию круглосуточных ритмов, телемедицине при диагностике и лечении сердечно-сосудистых заболеваний. Автор более 120 научных работ.

## Награды
- Премия HLKEM, 1980 год

## Членство в организациях
- Член Европейского союза хронологии, 1986 год
- Член Международного союза хронологов, 1995 год
- Член Европейского общества кардиологов, 1996 год
- Член Европейской рабочей группы по аритмии, 2000 год
- Член Европейского союза кардиологов, 2001 год